# 위성전파감시센터
위성전파감시센터(衛星電波監視센터)는 위성전파의 감시 및 이용질서 확립에 관한 사무를 분장하는 중앙전파관리소의 소속기관이다. 2001년 12월 31일 발족하였으며, 경기도 이천시 설성면 신암로 100에 위치하고 있다. 센터장은 서기관 또는 기술서기관으로 보한다.

## 주요 임무
- 한반도 상공 국내·외 위성의 ITU 등록 궤도 위치 준수여부와 외국의 위성들이 자국의 이익을 목적으로 ITU에서 규정한 범위를 초과해서 송신출력을 발사하는 등 유해한 전파발사로 국내 위성통신망에 혼신을 유발하는 전파를 탐색하여 관계 규정을 준수하도록 조치함으로써 위성전파에 대한 이용질서체계 확립과 전파주권 확보에 있음.

```
 ▶ 위성전파 감시범위: 동경 55도 ~ 서경 160도 사이의 상공
```

## 주요업무
- 위성전파 환경조사 및 보호활동
- 위성망 혼신조사 및 처리
- 위성전파 감시 관련 국제협력
- 위성서비스산업 발전 지원 등

## 연혁
- 2001년 12월 31일: 중앙전파관리소 소속으로 위성전파감시센터 설치.[3]
- 2002년 8월: 정지위성전파감시 및 감시업무 개시.
- 2009년 12월: 이동위성전파감시시스템 구축.
- 2018년 2월: 혼신원 탐색시스템 구축.
- 2020년 11월: 이동감시 지상혼신부 측정시스템 구축.

## 조직

### 센터장
- 지원과[4]
- 위성관리과[4]
- 국제협력과[4]